# Plano de Teixeira

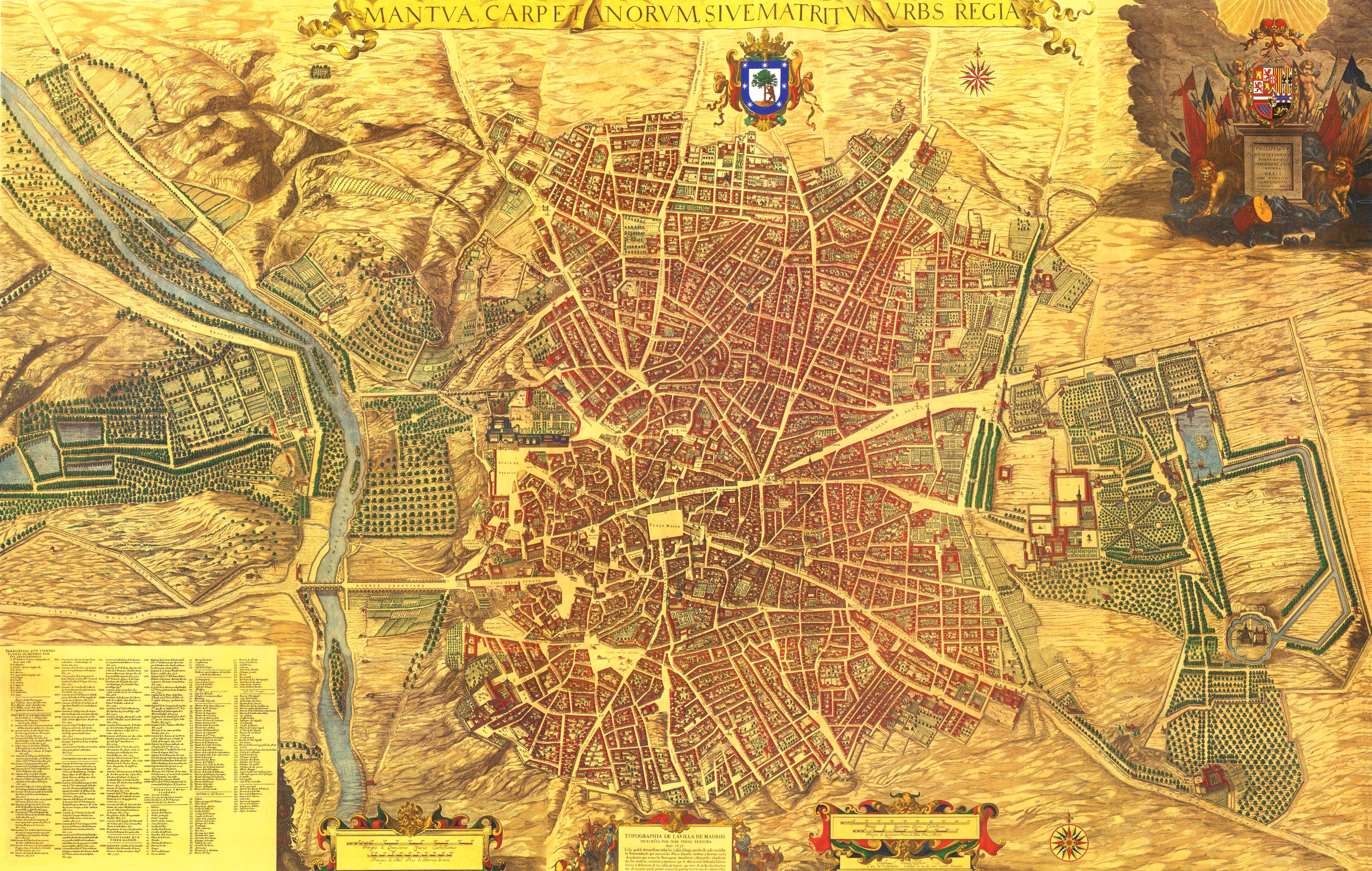
Mantua Carpetatorum sive Matritum Urbs Regia (Plano de Madrid) de Pedro Teixeira (1656).

El Mantua Carpetanorum sive Matritum Urbs Regia (Madrid Ciudad Regia), más conocido como Topographia de la descrita por Don Pedro Texeira, el Plano de Teixeira o de Texeira, completado en 1656, fue realizado por Pedro Teixeira Albernaz (Lisboa, c. 1595-Madrid, 1662), cartógrafo portugués que se cree que trabajó por encargo de Felipe IV y que los doscientos escudos para su elaboración fueron pagados en 1651 del Bolsillo Secreto del Rey.  Está grabado en 20 planchas de 57x45 cm, con ligeras diferencias de tamaño de unas a otras, cubriendo 2,850x1,800 metros, y tiene una escala aproximada de 1:1.840.

## El mapa de Madrid
El nuevo plano de la Villa grabado en Amberes en 1656 se ha considerado como el más importante de los realizados hasta ese momento. En él se representan, de sur a norte, las calles y casas de Madrid, incluyendo detalles como fuentes, iglesias, jardines, fachadas y cubiertas. En el siglo XIX se le atribuyó erróneamente al plano su realización en perspectiva caballera, aunque lo que representa es una planta geométrica de la villa a la que se han añadido los alzados de los edificios y la distribución interna de las manzanas. Ramón de Mesonero Romanos, cronista de Madrid, lo describe así en El antiguo Madrid:

La minuciosidad y exactitud del dibujo son tales que dejan poco que desear, no solo en cuanto a la demostracion del giro y disposición de las calles, sino en el alzado de las fachadas y topografía interior de los edificios, pudiendo juzgar de la conciencia con que fue hecho aquel precioso trabajo por los varios públicos y particulares que aún se conservan en el mismo estado en que los representa el plano, con la misma repartición de su planta, con el propio número de pisos, puertas y ventanas, y la misma forma general de su ornato arquitectónico.

El plano, que representa 14 parroquias con 4 anejos, 57 conventos y 18 hospitales (o colegios religiosos), sirvió de modelo para otros planos posteriores y sería empleado en el año 2000 como modelo por Juan de Dios Hernández y Jesús Rey Francisco para la construcción de la maqueta que se conserva en el Museo de Historia de Madrid.

## Características del plano
Salomón Savery fue quien grabó las planchas de cobre en Ámsterdam, y se imprimió en los talleres de Juan y Jacobo van Veerle de Amberes, lo que ocasionó errores ortográficos en el texto del plano, al trabajar con un idioma distinto, pero se obtuvo a cambio una gran calidad de edición.
Probablemente se dibujara una planta de la ciudad y posteriormente se añadieron los alzados en altura de los edificios vistos desde el sur. La relación de edificios destacados en la cartela coincide con la recogida en el libro Teatro de las grandezas de Madrid (1623), de Gil González Dávila. Teixeira le añadió la ordenación numérica y debió terminar hacia 1650, por lo que no aparecen edificios posteriores.
Representa el plano un conjunto de edificaciones que se extendía a lo largo de 532 hectáreas y medía tres kilómetros de norte a sur y dos de este a oeste, rodeada por una cerca con cinco puertas de registro: Alcalá, Atocha, Toledo, Segovia y Fuencarral; y que se mantuvo hasta 1868. Abarca, por tanto el actual distrito Centro junto con el de Los Jerónimos y El Retiro, conservándose el trazado de la mayoría de las calles que continúan siendo reconocibles. Una de las grandes diferencias con el Madrid actual es el trazado de la Gran Vía, que no aparece en el plano y en el que se pueden observar los edificios que desaparecieron para su construcción. También se pueden observar en el plano las edificaciones que ordenó derribar José I para despejar la zona cercana al Palacio Real.

## Historia posterior del plano
Aunque no se tiene noticia del número de ejemplares que se editaron, Mesonero Romanos, a mediados del siglo XIX, reconocía la existencia de dos ejemplares originales, el suyo y otro propiedad del Ayuntamiento de Madrid. Unos años después, en 1876, Fernández de los Ríos tiene localizados cuatro ejemplares: el del Ayuntamiento, otro en una oficina de Hacienda y dos en la Biblioteca Nacional (entre ellos el que le habrá comprado a Mesonero Romanos). En el año 2006, Isabel Gea reportó la existencia de dos ejemplares del Ayuntamiento de Madrid (uno en el Museo Municipal y otro en el Archivo de Villa) y dos ejemplares en el Servicio Cartográfico del Ejército. La Biblioteca Nacional posee un facsímil de 1881 y ha publicado la versión digital de un ejemplar original.
En 1881 el Instituto Geográfico y Estadístico realizó la primera edición facsímil, volviendo a realizar otra en 1919. Desde entonces se han realizado muchas reproducciones, entre las que destacan las del Ayuntamiento de Madrid en 1944 y 1973.

## Muestras en detalle

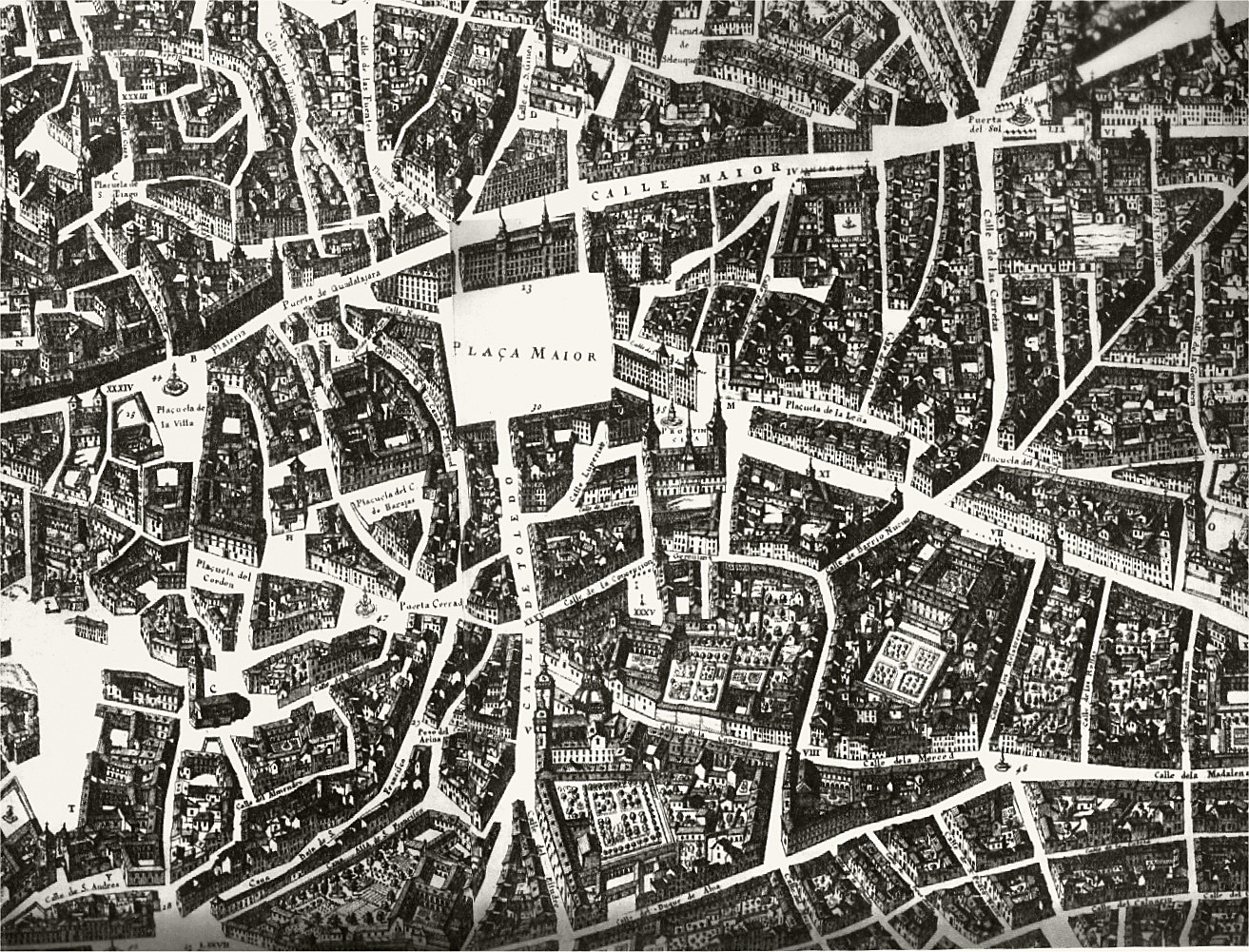
Centro de Madrid
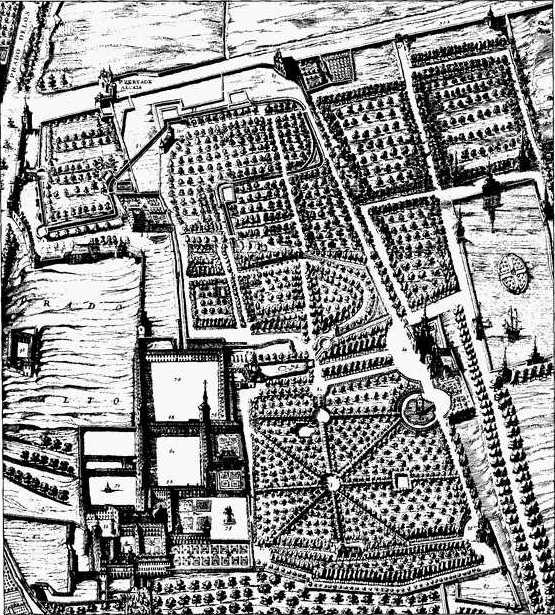
Real Sitio del Buen Retiro
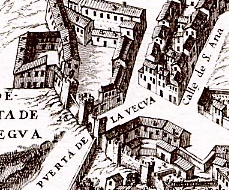
Puerta de la Vega